# Association of Space Explorers
Die Association of Space Explorers (ASE) ist ein von mehreren amerikanischen und russischen Raumfahrern initiierter Verein. Das erste Treffen von späteren Gründungsmitgliedern fand 1983 in Puschtschino (ein Ort in der Nähe von Moskau) statt. Die Teilnehmer dieser Zusammenkunft (unter anderem Russell Schweickart, Mike Collins, Ed Mitchell, Aleksej Jelissejew, Aleksej Leonow, Witalij Sewastjanow und Walerij Kubassow) einte „die grundlegende Sorge und persönliche Verantwortung für die Erhaltung und den Schutz der Natur der Erde“.

## Hintergrund

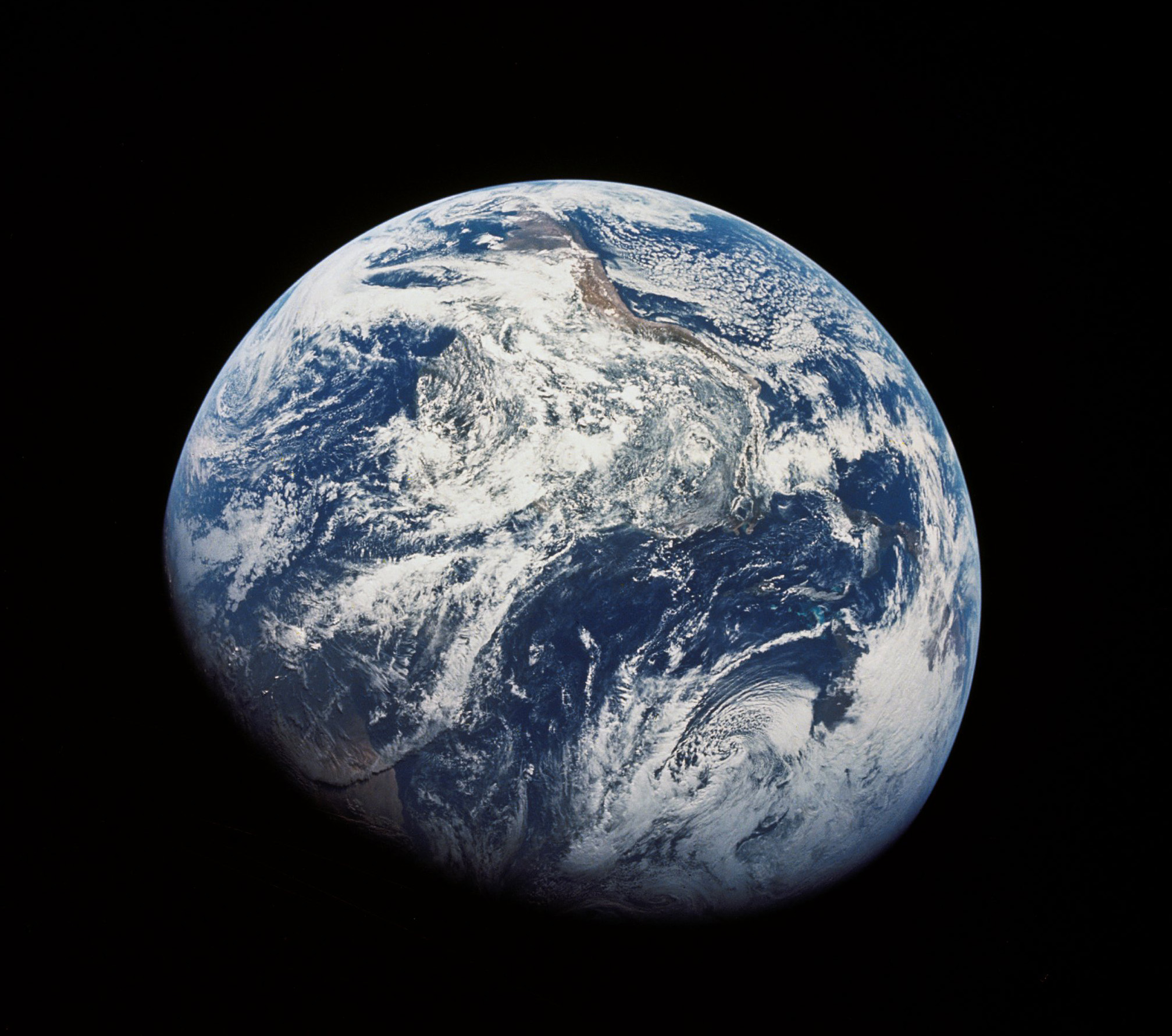
Die erste Fotografie eines Menschen von der „einen ganzen Erde“. Aufgenommen von einem Apollo 8-Astronauten (vermutlich Bill Anders) aus einer Entfernung von etwa 30.000 Kilometern.

Die gemeinsame Grundlage der Astro- beziehungsweise Kosmonauten, die – „gegen den Willen der US-amerikanischen und der sowjetischen Regierung“ – im Jahre 1985 zur Gründung des Vereins führte, war die überwältigende Erfahrung des Anblicks der Erde aus dem Weltraum. Das von Kevin W. Kelley im Auftrag der Association of Space Explorers herausgegebene Buch The Home Planet (deutscher Titel: Der Heimatplanet) zeugt in eindrucksvoller Weise von der Wirkung, die der Anblick der „einen ganzen Erde“ auf das Bewusstsein von Menschen hat, die unseren Heimatplaneten vom Weltraum aus gesehen haben. In Kelleys großformatigem Buch sind Fotos von der Erde und Zitate von Weltraumfahrern vieler Nationen zusammengestellt, die die grundlegende Motivation der Mitglieder der Association of Space Explorers anschaulich widerspiegeln. 
Sultan Ben Salman Al-Saud aus Saudi-Arabien schilderte seine Eindrücke im Orbit beispielsweise mit den Worten: „Am ersten Tag deutete jeder auf sein Land. Am dritten oder vierten Tag zeigte jeder auf seinen Kontinent. Ab dem fünften Tag achteten wir auch nicht mehr auf die Kontinente. Wir sahen nur noch die Erde als den einen, ganzen Planeten.“ Ulf Merbold, ebenfalls ASE-Mitglied, beschrieb seine Weltraumerfahrung in dem Buch Der Overview Effekt folgendermaßen: „Eine Eigenschaft des Raumschiffes Erde ist, daß keiner der Passagiere aussteigen kann. Wir sind gezwungen, die Reise durch das finstere All gemeinsam fortzusetzen, ob uns alle Mitreisenden sympathisch sind oder nicht.“ Wie andere ASE-Mitglieder auch, meint Merbold, dass die Menschheit auf der Erde „nicht auf Dauer in einem Gegeneinander überleben“ kann.

## Ziele
Ideelles Ziel ist es, die weltweite, planetare, Zusammenarbeit aller Menschen, ungeachtet ihres Geschlechts, ihrer Herkunft, ihrer Nation oder Rasse, auf allen erdenklichen Gebieten zu fördern und zu verwirklichen. 

## Aktivitäten
Seit seiner Gründung werden von dem Verein alljährliche Veranstaltungen, unter anderem der sogenannte „Planetary Congress“ („Planetarischer Kongreß“), durchgeführt. Der 29. Planetary Congress fand vom 3. bis 7. Oktober 2016 in Wien (Österreich) statt. Gastgeber war Österreichs Astronaut Franz Viehböck mit Unterstützung des Österreichischen Weltraum Forums (ÖWF).

## Mitglieder
Mitglied kann jede Person werden, die die Erde mindestens einmal komplett in einem Raumfahrzeug umrundet hat (Artikel 3,1 der ASE-Charta). Ein Land, in dem ein ASE-Mitglied geboren wurde, das dessen Staatsangehörigkeit hat, kann auch Mitglied werden. Nach eigenen Angaben sind 2017 über 400 Astronauten und Kosmonauten aus 37 Ländern Mitglied der Vereinigung.

## Veröffentlichungen
- ASE-USA Annual Reports, The SPACExplorer, Planetary Congress Proceedings ASE-Jahresberichte (1990–2000), ASE-Newsletter „The SPACExplorer“ (1991–2001), Protokolle der „Planetarischen Kongresse“ (1989–1997). PDF-Dokumente, alle in Englisch.